# Cottapistus cottoides
Cottapistus cottoides är en fiskart som först beskrevs av Carl von Linné 1758.  Cottapistus cottoides ingår i släktet Cottapistus och familjen Tetrarogidae. Inga underarter finns listade i Catalogue of Life.